# NGC 789
NGC 789 est une galaxie spirale située dans la constellation du Triangle. NGC 789 a été découverte par l'astronome prussien Heinrich d'Arrest en 1865.

## Caractéristiques
Sa vitesse par rapport au fond diffus cosmologique est de 50 113 ± 20 km/s, ce qui correspond à une distance de Hubble de 73,9 ± 5,2 Mpc (∼241 millions d'al).
NGC 789 présente une large raie HI.

## Supernova
La supernova SN 2004ad a été découverte dans NGC 789 le 1er mars 2004 par l'astronome amateur britannique Mark Armstrong. Le type de cette supernova n'a pas été déterminé.

## Groupe de NGC 777
NGC 789 fait partie du groupe de NGC 777. Ce groupe comprend au moins 14 galaxies, dont NGC 750, NGC 751, NGC 761, NGC 777, NGC 783 et NGC 785.